# Herman Heinsbroek
Hermanus Philippus Johannes Bernardus (Herman) Heinsbroek (Schiedam, 12 januari 1951) is een Nederlands ondernemer en voormalig politicus. Hij was korttijdig minister van Economische Zaken tussen juli en oktober 2002 in het kabinet-Balkenende I namens de LPF.

## Levensloop
Heinsbroek werd geboren als zoon van de bedrijfsleider van jeneverstokerij Blankenheim & Nolet. Hij studeerde rechten (bedrijfsjuridisch en civielrechtelijk) aan de Erasmus Universiteit Rotterdam (doctoraalexamen 1975). Aansluitend volgde hij het "diplomatenklasje" van het ministerie van Buitenlandse Zaken en was in het kader daarvan korte tijd gestationeerd in Istanboel. Na het klasje hield hij de diplomatieke dienst voor gezien en trad hij in dienst van CBS Records.
Na een korte carrière bij CBS werd hij in 1979 benoemd tot directeur Arcade Records Benelux. In 1984 kreeg hij via een managementbuy-out de meerderheid van de aandelen van het bedrijf in handen. Eind 1995 werd het bedrijf verkocht aan Wegener N.V. te Apeldoorn. Met een geschat vermogen van 164 miljoen euro kwam hij in 2006 in de top-500 van miljonairs van het blad Quote.
Zijn buurman Ferry Hoogendijk haalde Heinsbroek de politiek binnen. Heinsbroek zat namens de LPF in het kabinet-Balkenende I als minister van Economische Zaken. Hij kwam echter enkele malen in aanvaring met een andere LPF-minister, Eduard Bomhoff van Volksgezondheid, Welzijn en Sport. Op 16 oktober 2002 boden beide ministers hun ontslag aan, maar dit bleek niet voldoende om het vertrouwen van het kabinet in verdere samenwerking met de LPF te herstellen. Het kabinet viel, mede als gevolg van deze LPF-crisis, nog diezelfde dag.
Op 22 oktober 2002 richtte Heinsbroek een eigen partij op, de Lijst Nieuwe Politiek (LNP), aanvankelijk met de bedoeling mee te doen aan de Kamerverkiezingen op 22 januari 2003. Het programma van zijn partij bevatte belangrijke onderdelen uit het LPF-programma, maar ook nieuwe standpunten. Andere kandidaten van de partij waren onder meer Harry Wijnschenk, voormalig LPF-fractievoorzitter, en Fred Schonewille, voormalig LPF-Kamerlid. In november maakte hij bekend niet voldoende geschikte kandidaten te kunnen vinden voor deelname aan de verkiezingen.
Rond de Tweede Kamerverkiezingen van 20 november 2006 presenteerde Heinsbroek samen met Sven Kockelmann bij de KRO het politieke debatprogramma 'Recht door Zee'. Verder investeerde Heinsbroek in de datingsite ArcadeDating. De site flopte en Heinsbroek startte in juni 2007 een rechtszaak tegen Lightmaker, die de site gebouwd had.
Heinsbroek verleende kort zijn medewerking aan het economisch 'masterplan' van de politieke partij Democratisch Politiek Keerpunt (DPK) dat op 15 augustus 2012 werd gepresenteerd.
In 2015 verscheen zijn eerste boek, een thriller getiteld Riskant Spel.
- International Standard Name Identifier: 0000 0000 3630 2888
- Library of Congress Control Number: n2003110404
- Nederlandse Thesaurus van Auteursnamen: 070574103
- Parlement.com: vg9fgopqc1s6
- Virtual International Authority File: 58460920
- WorldCat: E39PBJp9tVd3cm9k8VG7QXd4v3